# レ・サブロン駅
レ・サブロン駅（レ サブロンえき）は、フランス、パリ市の北西部に位置するブローニュの森の北東付近でシャルル・ド・ゴール通りの下を走るパリメトロ1号線の駅である。

## 駅周辺
- ブローニュの森
- ルイ・ヴィトン美術館
- セーヌ川
- ジャルダン・ダクリマタシオン（Jardin d'Acclimatation）[2]

## 隣の駅
ポン・ド・ヌイイ駅 - レ・サブロン駅 - ポルト・マイヨ駅